# اسم منقوص
الاسْمُ المَنْقُوصُ هو اسم معرب آخره ياء ساكنة مكسور ما قبلها، مثل القَاضِي والرَّامِي.

## التسمية
سُمي الاسم المنقوص لأن ياء الآخر تُنقص عند التنكير. فبدل «قَاضِي» يقال «قَاضٍ» بتنوين الكسر.

## الإعراب
في حالةِ الرَّفعِ: تُقدَّرُ الضّمّةُ على آخرِهِ سواء كانَتْ ياؤُه ظاهرةً أو محذوفةً للتّنوين.
مثال: جاءَ القاضي — القاضي: فاعلٌ مرفوعٌ وعلامةُ رفعِهِ الضّمّةُ المقدّرةُ على الياءِ للثّقلِ.
هذا قاضٍ عادلٌ، 
قاضٍ: خبرٌ مرفوعٌ وعلامةُ رفعِهِ الضّمّةُ المقدّرةُ على الياءِ للثّقلِ، وحُذفَت الياءُ للتّنوينِ.
في حالةِ النّصبِ: تظهرُ الفتحةُ على آخرِهِ:
رأيّتُ القاضيَ يحكمُ بينَ النّاسِ، القاضيَ: مفعولٌ بِهِ منصوبٌ وعلامةُ نصبِهِ الفتحةُ الظّاهرةُ على آخرِهِ.
رأيْتُ قاضياً،
قاضياً: مفعولٌ به منصوبٌ وعلامةُ نصبِهِ الفتحةُ الظّاهرةُ على آخرِهِ.

## التثنية

### القاعدة
يثنَّى المنقوصُ بفتحِ يائِه، إن كانت موجودة، وبردِّها مفتوحَةً إن كانت محذوفةً.

### الأمثلة
1. القاضي: القاضيان
2. قاضٍ: قاضيان

إذا تأملنا الأمثلة عرفنا أن ياءها إن كانت موجودة، فإنها تفتح عند التثنية، أما إذا كانت محذوفة، فإنها تُرَدُّ مفتوحة عند التثنية.

## الجمع المذكر السالم

### القاعدة
عندمَا يُجمعُ المنقوصُ جمعَ مذكرٍ سالماً، تُحذفُ ياؤُه، وتبقى كسرتُه قبلَ ياءِ الجمعِ، ويُضمُّ ما قبل واوِ الجمعِ للمناسبة.

### الأمثلة
1. الدَّاعِي: الدَّاعُون (في حالة الرفع)  الدَّاعِينَ (في حالتي النصب والجر)
2. الهَادِي: الهَادُون (في حالة الرفع)  الهَادِين (في حالتي النصب والجر)

إذا تأملنا الأمثلة عند جمعها جمع مذكر سالمًا وجدتُ ياء المنقوص فيها قد حذفت، وبقيت الكسرة قبل ياء الجمع، كما تحوَّلت تلك الكسرة إلى ضمة قبل واو الجمع لتناسبها.

## الجمع المؤنث السالم

### القاعدة
تُعاملُ الأسماءُ المنقوصة في جمعِ المؤنثِ السالمِ معاملتَها في التثنيةِ تمامًا. فيُجمَع المنقوصُ جمعًا مؤنثًا سالمًا بفتحِ يائِه.

### الأمثلة
1. الناجية: الناجيات
2. الراسية: الراسيات

إن ياءه تفتح، مثلما تفتح في التثنية تمامًا.